# Victory Sports Club
O Victory Sports Club é um clube de futebol com sede em Malé, Maldivas. A equipe compete no Campeonato Maldivo de Futebol.

## História
O clube foi fundado em 1971.

### Títulos
- Campeonato Maldivo (1972, 1976, 1977, 1978, 1980, 1981, 1983, 1984, 1985, 1986, 1988, 1992, 1996, 2000, 2001, 2002, 2003, 2005, 2006, 2009 e 2011)
- Copa das Maldivas (1993, 2000, 2009 e 2010)
- Copa dos Presidentes (1971-72, 1972-73, 1973-74, 1974-75, 1976-77, 1977-78, 1978-79, 1979-80, 1980-81, 1982-83, 1983-84, 1984-85, 1985-86, 1987-88, 1999-00,2000-01, 2001-02, 2002-2003,2004-05, 2005-06, 2008-09 e 2010-11 )